# Radarastronomie

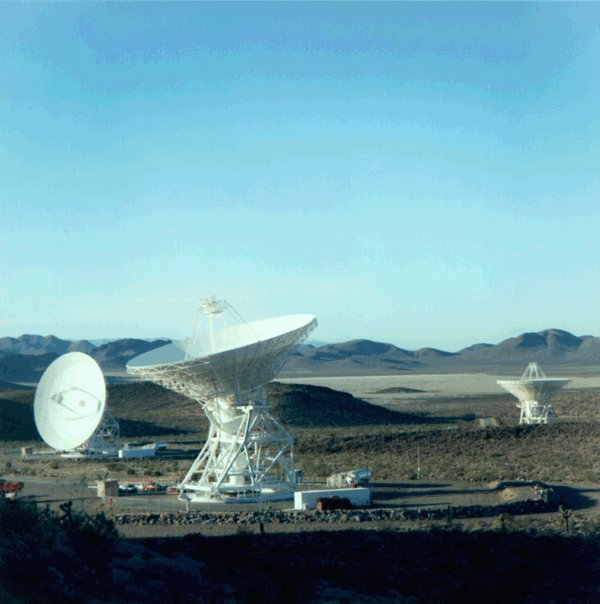
Goldstone Observatory

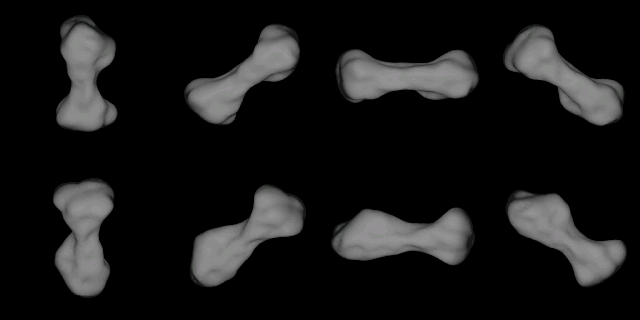
3-D-Modell des Asteroiden Kleopatra, erstellt auf Basis von Radarbeobachtungen (JPL)

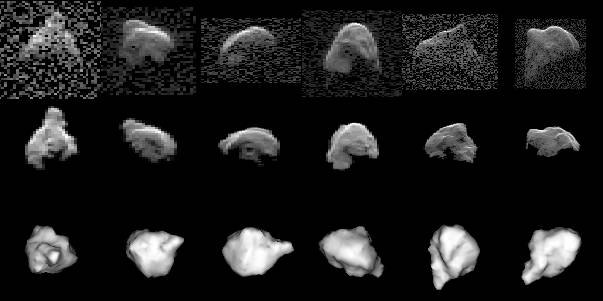
Asteroid (53319) 1999 JM_{8}: Radardaten (oben), das daraus abgeleitete 3-D-Modell (unten), und das aus dem Modell errechnete, erwartete Radarecho (Mitte).

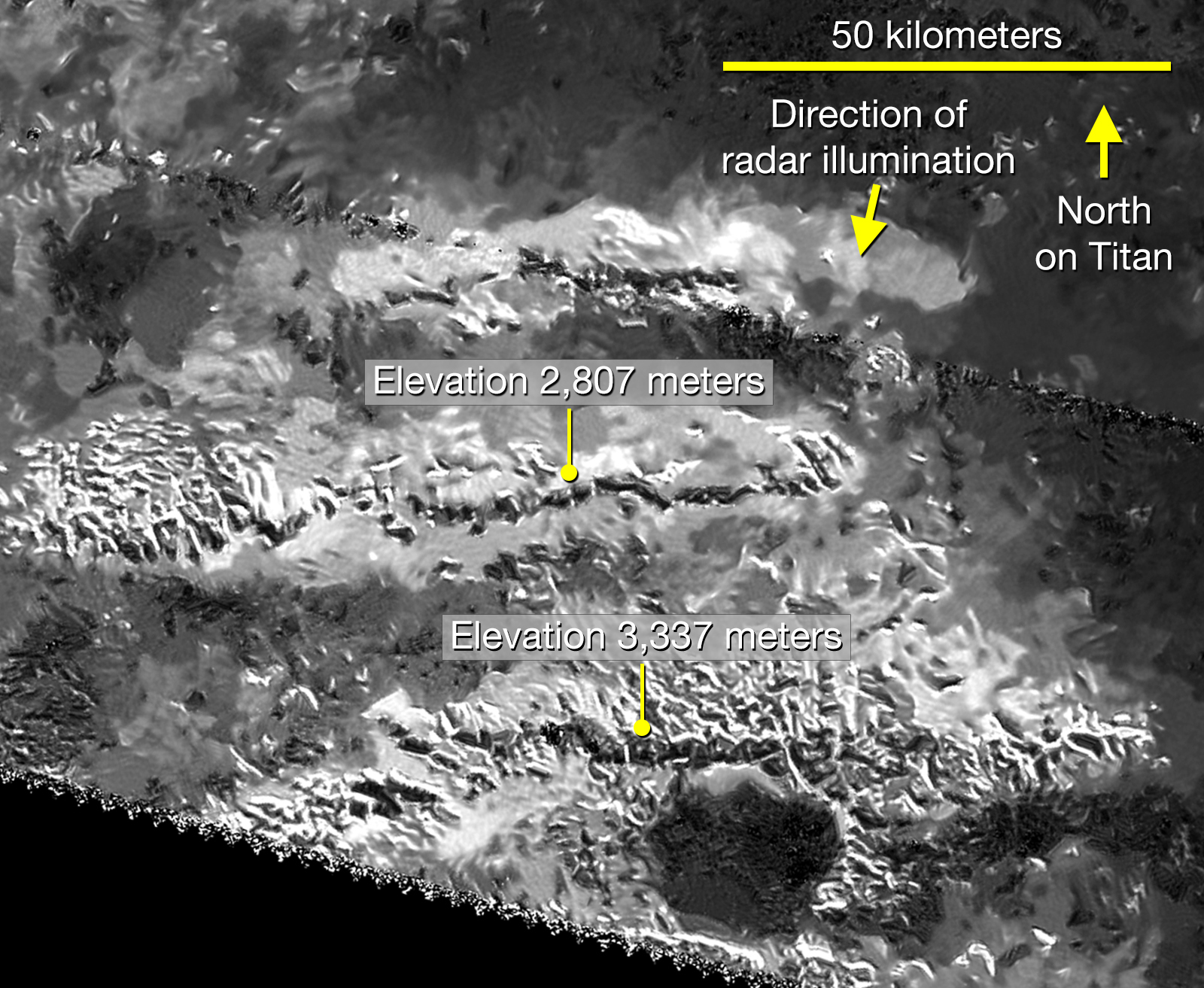
Von der Raumsonde Cassini angefertigte Radaraufnahme der Oberfläche des Saturnmondes Titan. Wegen eines dichten Wolkenschleiers sind dort Beobachtungen im sichtbaren Bereich nicht möglich.

Die Radarastronomie ist ein Verfahren zur Untersuchung der physikalischen Eigenschaften und bildlichen Darstellung von Himmelskörpern unseres Sonnensystems. Bei dieser Technik werden Mikrowellen von einem großen Radioteleskop oder einem anderen Sender, der fähig ist, starke gebündelte Mikrowellenstrahlen auszusenden, in Richtung des zu untersuchenden Objekts ausgesandt und anschließend werden mit einem Radioteleskop oder einem Verbund von Radioteleskopen die reflektierten Mikrowellen, also das Echo, untersucht, ähnlich wie bei einem irdischen Radar-System. Die Radarastronomie unterscheidet sich von herkömmlicher Radioastronomie darin, dass letztere eine rein passive Beobachtungsmethode der ankommenden Strahlung eines Objekts ist und in der Radarastronomie aktiv Strahlung ausgesendet wird. Dabei wird zwischen gepulster und kontinuierlicher Mikrowellenaussendung unterschieden.

## Geschichte
Die Anfänge radarastronomischer Untersuchungen liegen im Zeitraum zwischen 1960 und 1975. In dieser Zeit wurden in beschränktem Umfang Beobachtungen mit relativ schwachen Mikrowellenstrahlen an den erdähnlichen Planeten und erdnahen Objekten (NEO) unternommen. Seit 1975 entwickelte sich dann die heutige Radarastronomie. Zu den wenigen Anlagen mit Einrichtungen und starken Sendern für die Radioastronomie gehört DSS14 in Goldstone und das RT-70 in Jewpatorija. Die Radarsignale können mehrere Stunden Laufzeit haben und das Radioteleskop kann in dieser Zeit bereits hinter dem Horizont verschwunden sein. Bei größeren Entfernungen werden daher zum Empfang andere Radioteleskope verwendet, als zum Senden des Radarsignals. Beispielsweise wurden Signale von Goldstone gesendet und von Green Bank und Arecibo empfangen.

## Eigenschaften
Das Radarsignal verliert an Intensität quadratisch mit dem Abstand, dieses trifft entsprechend auch auf das reflektierte Signal zu. Die Stärke {\displaystyle P} des Radar-Echosignals ist somit umgekehrt proportional zur vierten Potenz des Abstands {\displaystyle a} zum Objekt:
{\displaystyle P\sim a^{-4}}
Bei dieser Kalkulation ist noch nicht berücksichtigt, dass das Radarsignal am Ziel teilweise absorbiert und in andere Richtungen gestreut wird. Die Reichweite dieser Technik hängt also in hohem Maße von starken Sende- und sehr empfindlichen Empfangseinrichtungen ab.
Die Radartechnik hat einige Vorteile gegenüber anderen Methoden:
- Kontrolle der Eigenschaften des Signals (d. h., die Modulation von Frequenz und Stärke der Welle und ihre Polarisation)
- Räumliche Auflösung von Objekten (insbesondere Asteroiden)
- Dopplerverschiebungsmessungen, damit Ermittlung der Radialgeschwindigkeit
- Eindringvermögen in lichtundurchlässige Materialien der Oberfläche oder Gasschichten
- Nachweisbarkeit hoher Metall- und Eiskonzentrationen
- Messung der Laufzeit und damit Entfernungsmessung

Durch die Radarastronomie erhält man Informationen, die sonst anderweitig nicht verfügbar wären. So lieferte sie Tests für die Allgemeine Relativitätstheorie und konnte die Länge der Astronomischen Einheit und Entfernungen zu anderen Himmelskörpern des Sonnensystems genauer bestimmen. Radarbilder liefern Informationen über die Rotationsgeschwindigkeit, Form und Oberflächeneigenschaften fester Körper, wie Planeten und Asteroiden.

## Beobachtete Objekte

### Planeten
Folgende Planeten wurden mit Hilfe der Radarastronomie beobachtet:
- Mars – Untersuchung des Bodens auf Wasser- und Eisvorkommen. Mit der Weltraumsonde Mars Express wird der Boden bis in eine Tiefe von fünf Kilometer per Radar untersucht werden.
- Merkur – Messung des Abstands zur Erde, der Rotationsperiode und groben Oberflächenstruktur mit größerer Genauigkeit.
- Venus – Erste Radaruntersuchungen im Jahr 1960. Durch die Radarastronomie konnte zum ersten Mal ihre Rotationsdauer zunächst von der Erde und später von Sonden aus bestimmt werden. Mit Hilfe von Radarhöhenmessgeräten auf Weltraumsonden, von denen die Magellansonde die erfolgreichste war, wurde auch ihre Oberfläche kartiert.
- Mond – Erste Radaruntersuchungen im Jahr 1945. Verbesserter Wert für den Abstand zur Erde (Genauigkeit im Bereich von Zentimetern).
- Jupitersystem
- Saturnsystem

### Asteroiden und Kometen
Die Technik der Radarastronomie wird auch bei der Untersuchung von Asteroiden genutzt. Mit dieser Technik kann man ihre Position, Form, Größe und Rotationseigenschaften bestimmen. Da Radarstrahlen in den Boden eindringen, kann man mit ihrer Hilfe besser die Zusammensetzung der Oberfläche studieren. Mithilfe des Radarechos und seiner Interferenzeigenschaften kann man scharfe Bilder des Objektes gewinnen.
Auch Kometen wurden bereits mittels Radar untersucht. Aufgrund technischer Schwierigkeiten und der großen Entfernung vieler Kometen ist die Anzahl der mittels Radar beobachteten Kometen allerdings gering. Zu den erfolgreich mittels Radar beobachteten Objekten gehören unter anderem die Kometen Hyakutake, Encke und Halley.